# Lluís de Borbó (Lieja)
Lluís de Borbó (1438-1482) va ser príncep-bisbe de Lieja del 1456 fins a la mort.
Lluís era el sisè fill de Carles I de Borbó (1401-1456) i d'Agnès de Borgonya (1407-1476), i nebot de Felip III de Borgonya, dit el Bo, i va passar la seva joventut a la cort de Borgonya. El papa Calixte II va ignorar les prerrogatives del capítol de Sant Lambert de Lieja i va conferir-li el principat quan només tenia divuit anys junts amb una dispensa per obtenir els ordes menors i majors fins al 1463.
El 1465, els liegesos, aliats de Lluís XI de França, van deposar-lo. Felip el Bo va atacar i vèncer les milícies liegeses conduïdes per Raes d'Heers al 20 d'octubre de 1465 durant la batalla de Montenaken. Els liegeses van haver de signar la Pau de Sint-Truiden que estipulava que Felip el Bo tenia la sobirania del principat, i van reposar Lluís de Borbó com príncep-bisbe al 19 de setembre de 1466.
Després de la mort de Felip el Bo, els liegesos van continuar la resistència contra els borgonyons, van sofrir una segona desfeta, el 28 d'octubre de 1467 a la batalla de Brustem contra Carles el Temerari. El 20 d'agost de 1468, després d'una trobada a Brussel·les amb un legat del papa Pau II i Carles de Borgonya, Lluís de Borbó va ser definitivament instal·lat. Després d'una enèsima revolta liegesa dels 600 Franchimontesos, el 1468 les tropes de Carles, ajudades per Lluís XI que s'havia reconciliat amb Carles, van destruir i incendiar tota la ciutat de Lieja, respectant-ne tan sols les esglésies.
Això no va pacificar la regió. El 1482, Guillem de la Mark va atacar les tropes del príncep-bisbe a Hollogne-sur-Geer. Lluís va morir al combat i Guillem va entrar en triomf a la ciutat. Intentà de fer elegir el seu fill Joan de la Mark com príncep-bisbe, però el papa Sixt IV no el reconegué mai i designà Joan d'Horne com successor.

## Descendència
Lluís de Borbó tenia un fill il·legítim, Pere de Borbó, baró de Busset (1464-1530), dit «el bord de Lieja» que va iniciar la branca il·legítima dels Borbó-Busset.